# Jakob Dubs
Jakob Dubs (Affoltern am Albis, 26 luglio 1822 – Losanna, 13 gennaio 1879) è stato un giurista svizzero.

## Biografia
Figlio di Jakob, macellaio, oste e buralista postale, e di Anna Barbara Näf. Frequentò le scuole primarie e secondarie a Zurigo in seguito proseguì gli studi di diritto a Berna, Heidelberg e di nuovo a Zurigo dove conseguì il dottorato nel 1843. Come radicale e membro dell'associazione studentesca Helvetia, partecipò alla guerra del Sonderbund. Fu gran consigliere zurighese nel 1847 e nel 1849 procuratore pubblico. Fu anche giornalista e redattore del giornale Der Landbote. Nel 1854 entrò nel governo cantonale zurighere dirigendo il Dipartimento della pubblica istruzione. Nel 1849 venne eletto consigliere nazionale e nel 1854 consigliere agli stati. Il 30 luglio del 1861 venne eletto come successore di Jonas Furrer in Consiglio federale. Fu presidente della confederazione nel 1864, 1868 e 1870. Dal 1861 al 63 diressi il Dipartimento federale di giustizia e polizia nel 1864 quello degli esteri nel 1865 quello degli affari interni nel 1866 quello di giustizia e polizia nel 1867 quello delle poste, nel 1868 fu a capo di  quello degli affari esteri, nel 1869 di nuovo le poste, nel 1870 di nuovo gli esteri, e dal 1871 al 1872 ancora il dipartimento degli affari interni.